# Blaze (powieść)
Blaze (ang. Blaze) – tytuł powieści Stephena Kinga z 2007. Wydana została pod pseudonimem Richard Bachman.

## Powieść
- Tytuł oryginalny: Blaze
- Rok wydania: 2007
- Polskie wydanie: 2007, Prószyński i S-ka SA, 978-83-7469-609-8